# Illa Chatham
L'illa Chatham (en moriori: Rēkohu; en māori: Wharekauri; en anglès Chatham Island) és l'illa més gran del grup de les illes Chatham, a l'oceà Pacífic sud, davant del costa oriental de l'illa del Sud de Nova Zelanda.
La seva superfície és de 920 km² i el seu punt més elevat es troba al sud de l'illa a 299 msnm. L'illa té forma de T, amb dues grans badies a banda i banda de l'eix central de l'illa, la badia de Petre i de Hanson. El centre és ocupat per la gran llacuna Te Whanga de 160 km². El principal assentament de l'illa és Waitangi, que es troba a la costa sud de la badia de Petre. Altres assentaments importants són Kaingaroa al nord-est i Owenga, a la costa sud de la badia de Hanson.
Deu el seu nom al vaixell HMS Chatham primer vaixell europeu que va localitzar l'illa el 1791.